# Porangatu (tiểu vùng)
Porangatu là một tiểu vùng thuộc bang Goiás, Brasil. Tiều vùng này có diện tích 35172 km², dân số năm 2007 là 226415 người.